# Vallensbæk (gemeente)
Vallensbæk is een gemeente in de Deense regio Hoofdstad (Hovedstaden) en telt 15.705 inwoners (2017).
Vallensbæk wordt bij de herindeling van 2007 niet samengevoegd maar blijft een zelfstandige gemeente.
Vallensbæk burgemeester Kurt Hockerup stierf 29 maart 2010. Hij werd opgevolgd door de huidige Konservative Henrik Rasmussen.

## Plaatsen
| De grootste plaatsen van de gemeente |                    |                 |
| Nr                                   | By                 | Inwoners (2010) |
| 1                                    | Vallensbæk         | 13.477          |
| 2                                    | Vallensbæk Landsby | 488             |

## Burgemeesters
| Naam             | Partij       | Periode              |
| ---------------- | ------------ | -------------------- |
| Kurt Hockerup    | Konservative | 1994 - 29 maart 2010 |
| Henrik Rasmussen | Konservative | 7 april 2010 -       |

Albertslund · Allerød · Ballerup · Bornholm · Brøndby · Dragør · Egedal · Fredensborg · Frederiksberg · Frederikssund · Furesø · Gentofte · Gladsaxe · Glostrup · Gribskov · Halsnæs · Helsingør · Herlev · Hillerød · Høje-Taastrup · Hørsholm · Hvidovre · Ishøj · København · Lyngby-Taarbæk · Rødovre · Rudersdal · Tårnby · Vallensbæk